# Catfish Rising
| Críticas profissionais | Críticas profissionais |
| Avaliações da crítica  | Avaliações da crítica  |
| Fonte                  | Avaliação              |
| ---------------------- | ---------------------- |
| Allmusic               | 3 de 5 estrelas.       |

Catfish Rising é o décimo nono álbum de estúdio da banda britânica Jethro Tull, lançado em 1991.

## Faixas
1. "This Is Not Love"
2. "Occasional Demons"
3. "Roll Yer Own"
4. "Rocks On The Road"
5. "Sparrow On The Schoolyard Wall"
6. "Thinking Round Corners"
7. "Still Loving You Tonight"
8. "Doctor To My Disease"
9. "Like A Tall Thin Girl"
10. "White Innocence"
11. "Sleeping With The Dog"
12. "Gold-Tipped Boots, Black Jacket And Tie"
13. "When Jesus Came To Play"